# Chiché (Gwatemala)
Chiché – miasto w środkowo-zachodniej Gwatemali, w Kordylierach, w departamencie El Quiché, leżące w odległości około 10 km na wschód od stolicy departamentu Santa Cruz del Quiché, w górach Sierra Madre de Chiapas. Według danych szacunkowych w 2012 roku liczba ludności miasta wyniosła 3121 mieszkańców.
Jest siedzibą władz gminy o tej samej nazwie, która w 2012 roku liczyła 27 594 mieszkańców. Gmina jest niewielka, a jej powierzchnia obejmuje zaledwie 144 km².